# ドゥーマ

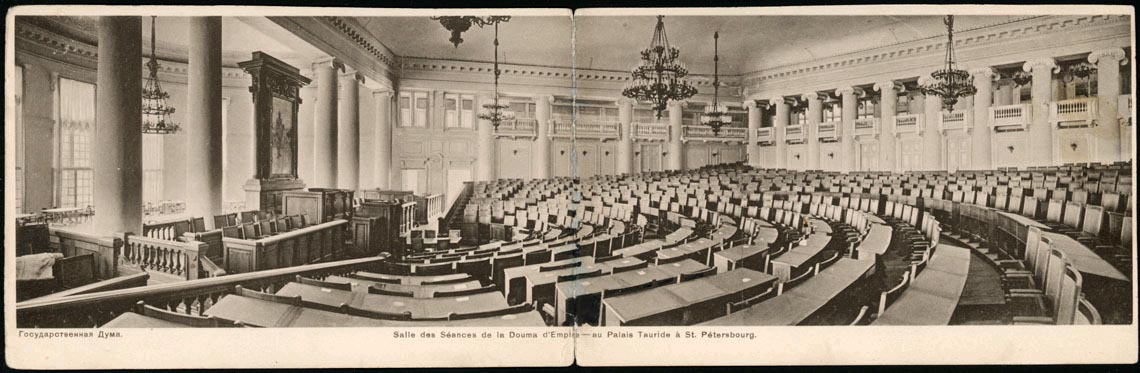
サンクトペテルブルク、タヴリーダ宮殿に置かれた国会議事堂(現在の画像)

ドゥーマ（ロシア語: Ду́ма、略称：Duma）は、ロシアにおける議会。貴族会議（きぞくかいぎ）とも呼ばれる。
日本語では、特に帝政期の国会をさす。この他にも、帝政期の市議会もこの名称が用いられた。現在のロシア連邦議会下院などでも用いられる。市議会との混同を避けるため、大庭柯公は国会を「国ドゥーマ」として、市議会を「市ドゥーマ」と表している。
ドゥーマとは、ロシア語で「考える」という意味の動詞 "думать"（dumat'、ドゥーマチ） に由来する。

## 歴史
モスクワ大公、後のツァーリに助言する機関として、貴族会議（Boyar Duma）と呼ばれる組織があった。しかしながら、こうした貴族権力は皇帝権力の強化を目指したロシア皇帝には邪魔であり、また皇帝権力が貴族権力を抑制するのに充分な力を持ったことから、ピョートル1世（大帝）の時代になるとドゥーマは廃止され、1711年からは他の機関がこれを代替した。
日露戦争中のロシア第一革命に対する回答として、時の皇帝ニコライ2世は1905年8月6日にドゥーマの召集を布告した。彼はこの組織を立憲君主国の議会とは異なり、諮問機関にすぎないと考えていた。ツァーリはドゥーマに立法機能と視察権を与えたため、ある程度は他国の下院議会と同様の働きを有していた。
しかし、ニコライ2世には自身の権限をドゥーマに委譲する考えは持ち合わせていなかった。1906年5月にドゥーマが開催される直前、ニコライ2世は1906年憲法を発布し、内閣を構成する国務大臣はドゥーマにより任命されることはなく、ドゥーマに対して責任も有しないと規定した。これにより議会制民主主義は根底から否定された。それに加え、ツァーリにはいかなる時でもドゥーマを解散、再選挙を行う権限が付与されていた。
このようなことから、猪木正道は帝国議会（大日本帝国）にあまり自由がなかったことを前提として「帝国議会よりも自由がない議会」とドゥーマを称している。
第一国会議員選挙は1906年3月に開催され、社会主義政党およびリベラル派が大勢を占めた。その他、ムスリム議員も21人いた。これを嫌ったツァーリにより数週間後に第一国会は解散された。第二国会は翌年2月に開かれたが、ストルイピンのクーデターにより、1907年6月3日に解散、短命に終わった。これは「民主的譲歩からの部分的後退であった」と評される。非常特権を利用してストルイピン首相は選挙法を改正し、貴族即ち地主に有利な選挙権を作成した。これにより、第三国会ではジェントリ、地主、大商人が議会を支配することになった。
1907年から1912年まで「10月17日同盟」（「十月党」、「オクチャブリスト）が保守的路線を敷いて議会を支配した。ストルイピンの暗殺、ツァーリの反動傾向によりドゥーマの権威は芳しいとは言えないものだった。
第四国会は1912年から1917年まで開催された。ここでも政治的影響力は制限されていたが、1917年に2月革命が勃発すると、議員たちは臨時政府の設立に尽力し、一定の評価が与えられた。ボリシェヴィキによる武力蜂起により、ドゥーマは解散する。
しかし、ソビエトに対抗する外国からの支援によって、市議会を指すドゥーマの方は長く続いた。特にウラジオストク市ドゥーマや極東のドゥーマは最長で1918年5月4日まで続いた。

## 党派別議席数
| 党派                 | 第一国会 | 第二国会 | 第三国会 | 第四国会 |
| -------------------- | -------- | -------- | -------- | -------- |
| ロシア社会民主労働党 | -        | 65       | 14       | 14       |
| 社会革命党           | -        | 34       | -        | -        |
| トルドヴィキ         | 94       | 101      | 14       | 10       |
| 進歩ブロック         | -        | -        | 39       | 47       |
| 立憲民主党           | 179      | 92       | 52       | 57       |
| 非ロシア民族グループ | 121      | -        | 26       | 21       |
| 中央党               | -        | -        | -        | 33       |
| オクチャブリスト     | 17       | 32       | 120      | 99       |
| 愛国・民族諸派       | -        | -        | 76       | 88       |
| 極右過激派           | 15       | 63       | 53       | 64       |